# Nawab

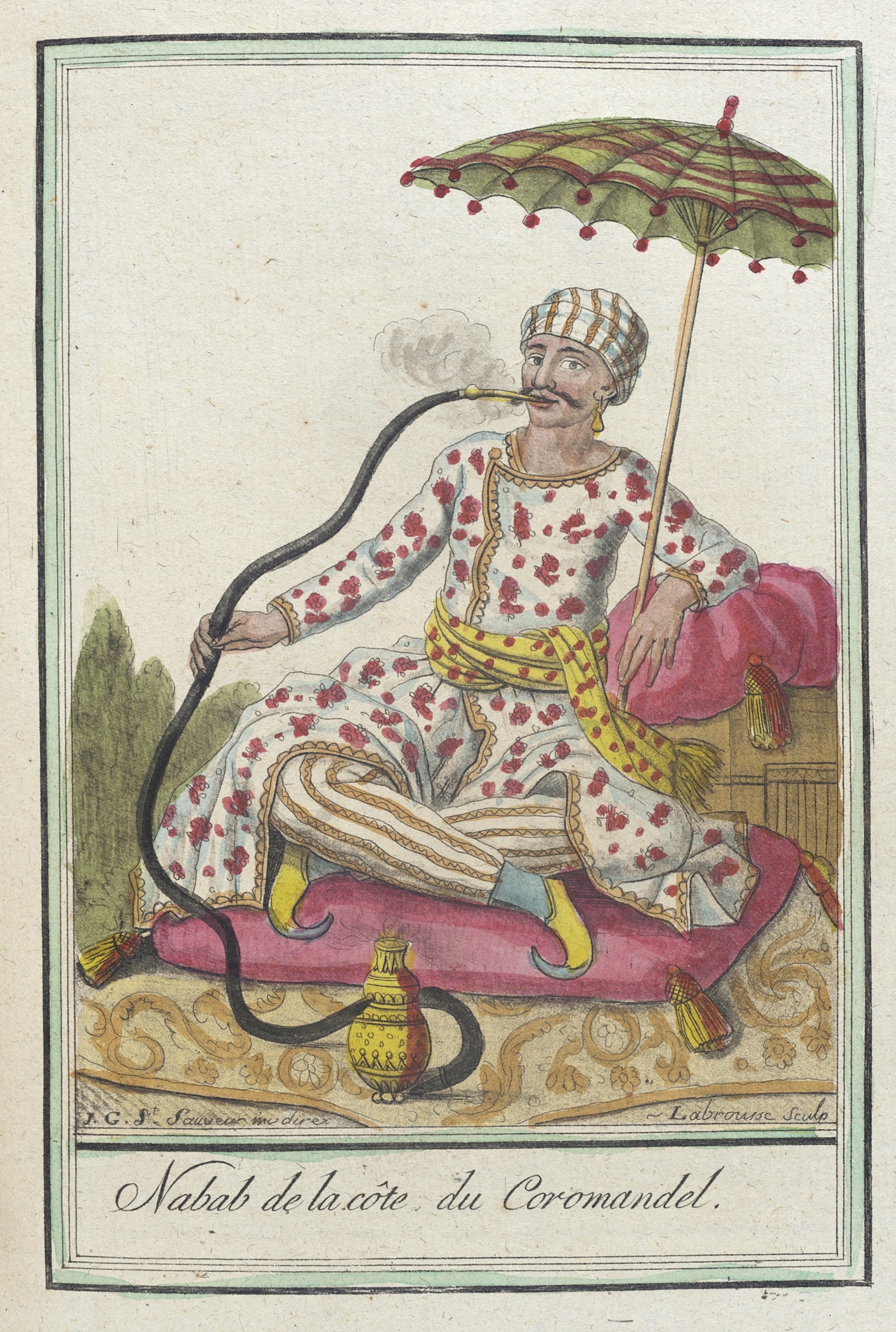
Nawab de la côte de Coromandel.

Nawab ou nawaab ou nabab (ourdou: نواب, hindi: नवाब) était le titre donné à un souverain indien  ou à un aristocrate de religion musulmane. Il s'agit d'un mot ourdou, provenant du persan et de l'arabe nuwwāb (pluriel de nā’ib, voir naib), qu'on peut traduire par émir ou « député » ou encore « vice- » (par exemple, vice-roi).
En français contemporain, « nabab » désigne une personne très aisée et qui mène grand train.